# Jorge Garcés
Jorge Luis Omar Garcés Rojas (Talca, 13 de mayo de 1954) es un exfutbolista y entrenador chileno.

## Trayectoria
Como futbolista realizó sus inferiores en Rangers de Talca, el club de su ciudad. Sin embargo, debutó en Santiago Wanderers de Chile para luego ser parte de diversos clubes de fútbol, tanto en Chile como en el extranjero, retirándose el año 1987 en el RFC Arquennes de Bélgica; sin embargo, volvería al club dos años después como entrenador.
En 1992, tras su estancia en Europa, logró ganar con Provincial Osorno el título de la segunda División de Chile. Tras esto, dirigió a Everton y Cobreloa, para luego recalar en Deportes Temuco, salvando al cuadro albiverde del descenso.
En 1997, llega a dirigir a Deportes Puerto Montt, en donde se le relacionó con el quiebre de la huelga de futbolistas propiciada por el Sifup, al convocar y hacer jugar a dos jugadores profesionales en el partido ante Unión Española, que a la postre, significó la derrota que le costó la categoría al cuadro hispano. Luego de esta decisión, sufrió variadas reacciones por parte de futbolistas e hinchas. En entrevistas posteriores indicó que el no tuvo injerencia en la nominación de esos jugadores profesionales.
Tras dirigir en 1998 y parte de 1999 a Deportes Iquique, llegó en 1999 a Santiago Wanderers, ascendiéndolo ese mismo año, y luego coronándose en 2001 como campeón de la Primera División de Chile, título que hasta la fecha de hoy ha sido el único que ha conseguido en primera división. Con posterioridad a la renuncia de Pedro García a la banca de la Selección Chilena, producto de la cercanía que mantenía con el entonces presidente de la ANFP, Reinaldo Sanchéz, asume el desafío de entrenar a la selección de fútbol de Chile, en la Clasificación para la Copa Mundial de Fútbol de 2002, mundial para el cual Chile se encontraba eliminado. Dirigió 3 partidos, de los cuales perdió 2 y empató 1, finalmente fue reemplazado por César Vaccia.
El 2002 firmó por 6 meses a Deportivo Italchacao de Caracas Venezuela.
El 14 de octubre del 2002, fue presentado como el nuevo entrenador de Jaguares de Chiapas, en México, en lugar del argentino Salvador Capitano. Estuvo al frente de los 'Naranjas' hasta la Jornada 9 del torneo Clausura 2003.
En 2004 volvió a Everton. Desde el 2006 se desempeñaba como director técnico del Club Deportivo O'Higgins de Rancagua, pero no consiguió nada significativo. En el 2008 asumió la banca de Deportes Concepción, pero tras frecuentes problemas con la dirigencia y la quiebra del club renunció para recalar a mediados de año en Unión Española, club del cual se desvinculó en septiembre del 2008 por los malos resultados obtenidos y por acusaciones cruzadas de que los jugadores "le hicieron la cama".
En 2010 regresó a Santiago Wanderers, donde logró mantener al equipo en Primera División. Pese a ello, a fines de ese año, la dirigencia caturra lo despidió. A los meses asumió la dirección técnica del club de Ñublense, donde estaría media temporada y renunciaría por malos resultados obtenidos y el malestar de los hinchas (el club terminó descendiendo). A los pocos días de haber renunciado asumió cargo en Deportes Concepción con el objetivo de consagrar el ascenso del club. Una vez fracasado el objetivo, es cesado de su labor como D.T.
El 23 de marzo del 2014 asumió la dirección técnica del club de su ciudad natal, Rangers de Talca, luego de la magra campaña lograda por el argentino Fernando Gamboa en el Torneo de Clausura 2014.
El 2021 llegó de nuevo a Santiago Wanderers esta vez a mantenerlo en primera división de Chile. Fue cesado en abril del 2022.
Es conocido por su costumbre de vestir formalmente en la banca. Tiene una gran colección de trajes de diversas marcas de alta gama y suele vestir de beige.

## Política
Participó en las elecciones municipales de 2021 como candidato a concejal de Talca, formando parte de la lista de Chile Vamos. Sin embargo, no resultó electo.

## Clubes

### Jugador
| Club                 | País     | Año       |
| -------------------- | -------- | --------- |
| Santiago Wanderers   | Chile    | 1973-1974 |
| San Luis             | Chile    | 1975      |
| Iberia Bío Bío       | Chile    | 1976      |
| Real España          | Honduras | 1977-1978 |
| Lota Schwager        | Chile    | 1979      |
| Royal Francs Borains | Bélgica  | 1980-1981 |
| Universidad Católica | Chile    | 1982      |
| Rayo Vallecano       | España   | 1983-1984 |
| Universidad Católica | Chile    | 1984-1985 |
| Deportes La Serena   | Chile    | 1985-1986 |
| RFC Arquennes        | Bélgica  | 1986-1987 |

### Entrenador
- Actualizado al 3 de abril de 2022.

| Club                                 | País      | Año       | PJ  | PG  | PE  | PP  | Efectividad |
| ------------------------------------ | --------- | --------- | --- | --- | --- | --- | ----------- |
| RFC Arquennes                        | Bélgica   | 1989-1991 | ?   | ?   | ?   | ?   | ?           |
| Provincial Osorno                    | Chile     | 1992      | 40  | 25  | 9   | 6   | 70%         |
| Everton                              | Chile     | 1993      | 47  | 16  | 15  | 16  | 44.68%      |
| Cobreloa                             | Chile     | 1994-1995 | 93  | 37  | 29  | 27  | 50.17%      |
| Deportes Temuco                      | Chile     | 1996      | 9   | 4   | 1   | 4   | 48.14%      |
| Deportes Puerto Montt                | Chile     | 1997      | 15  | 7   | 3   | 5   | 53.33%      |
| Deportes Iquique                     | Chile     | 1998-1999 | 53  | 19  | 10  | 24  | 42.13%      |
| Santiago Wanderers                   | Chile     | 1999-2001 | 89  | 44  | 23  | 22  | 58.05%      |
| Selección Chilena                    | Chile     | 2001      | 3   | 0   | 1   | 2   | 11.11%      |
| Deportivo Italchacao Fútbol Club C.A | Venezuela | 2002      | 0   | 0   | 0   | 0   | 0%          |
| Jaguares de Chiapas                  | México    | 2002-2003 | 16  | 3   | 5   | 8   | 29.16%      |
| Everton                              | Chile     | 2004-2005 | 77  | 27  | 21  | 29  | 44.15%      |
| O'Higgins                            | Chile     | 2006-2007 | 64  | 29  | 17  | 18  | 54.16%      |
| Deportes Concepción                  | Chile     | 2008      | 19  | 7   | 3   | 9   | 42.1%       |
| Unión Española                       | Chile     | 2008      | 22  | 10  | 4   | 8   | 51.51%      |
| Santiago Wanderers                   | Chile     | 2010      | 11  | 6   | 3   | 2   | 63.63%      |
| Ñublense                             | Chile     | 2011      | 17  | 4   | 2   | 11  | 27.45%      |
| Deportes Concepción                  | Chile     | 2011      | 25  | 11  | 5   | 9   | 50.66%      |
| Rangers                              | Chile     | 2014      | 5   | 2   | 2   | 1   | 53.33%      |
| San Antonio Unido                    | Chile     | 2016      | 8   | 1   | 2   | 5   | 20.83%      |
| Fernández Vial                       | Chile     | 2019-2020 | 14  | 6   | 3   | 5   | 50%         |
| Santiago Wanderers                   | Chile     | 2021-2022 | 10  | 1   | 5   | 4   | 26.67%      |
| Total                                | Total     | Total     | 637 | 259 | 163 | 215 | 49.19%      |

##### Partidos dirigidos con selecciones
| Partidos dirigidos en la selección chilena | Partidos dirigidos en la selección chilena | Partidos dirigidos en la selección chilena | Partidos dirigidos en la selección chilena | Partidos dirigidos en la selección chilena | Partidos dirigidos en la selección chilena |
| N.º                                        | Fecha                                      | Lugar                                      | Rival                                      | Resultado                                  | Competición                                |
| ------------------------------------------ | ------------------------------------------ | ------------------------------------------ | ------------------------------------------ | ------------------------------------------ | ------------------------------------------ |
| 1                                          | 7 de octubre de 2001                       | Curitiba                                   | Brasil                                     | 0-2                                        | Eliminatorias Sudamericanas 2002           |
| 2                                          | 7 de noviembre de 2001                     | Bogotá                                     | Colombia                                   | 1-3                                        | Eliminatorias Sudamericanas 2002           |
| 3                                          | 14 de noviembre de 2001                    | Santiago                                   | Ecuador                                    | 0-0                                        | Eliminatorias Sudamericanas 2002           |

## Palmarés

### Como entrenador
| Título           | Club               | País    | Año  |
| ---------------- | ------------------ | ------- | ---- |
| Tercera División | RFC Arquennes      | Bélgica | 1990 |
| Segunda División | Provincial Osorno  | Chile   | 1992 |
| Primera División | Santiago Wanderers | Chile   | 2001 |

## Actividades Televisivas Extra Fútbol
En 2008 participó en el concurso del programa Estrellas en el hielo: El baile (Temporada 2), de TVN, hacia fines de 2013 lo hizo en el reality Trepadores de Mega.